# ستيفان رو
ستيفان رو (بالفرنسية: Stéphane Roux)‏ هو فيزيائي فرنسي، ولد في 1960.